# Джузеппе Фаріна
Еміліо Джузеппе «Ніно» Фаріна (італ. Emilio Giuseppe «Nino» Farina), 30 жовтня 1906, Турин, Італія — 30 червня 1966, Огебель, Шамбері, Франція) — італійський автогонщик. Перший чемпіон світу з автогонок у класі Формула-1 (1950). Мав прізвисько «Туринський джентльмен».

## Молоді роки
Еміліо Джузеппе Фаріна народився 30 жовтня 1906 року в Турині в заможній італійській родині. Наступного дня його батько Джованні відкрив автомайстерню з виробництва та продажу деталей для кузовних автомобілів, яку назвав «Stabilimenti Farina». Турин вже тоді був великим промисловим містом, в якому була зосереджена значна частина заводів автобудівної промиловості, тож нестачі в клієнтах не було. Молодший брат Джованні Фаріни, Баттіста, на прізвисько Пінін, влаштувався до нього на роботу у 1911 році. До середини 20-х років майстерня родини Фаріна набула досить широкої відомості серед автомобільних carrozzeria Італії. Але якщо Джованні намагався зберегти в «Stabilimenti Farina» традиційний італійський ремісничий дух, то Баттіста прагнув перетворити справу на інноваційне промислове виробництво.
Передбачалося, що маленький Ніно, як називали маленького Фаріну зменшено від Джузеппіно, подорослішавши, приєднається до сімейного бізнесу. Та у самого Ніно, що у 9 років проїхався на двоциліндровому «Темперіно» територією батькової майстерні, на це з'явився трохи інший погляд. Його найбільше приваблювала спортивна сторона світу автомобілів. У 16 він вже взяв участь у першій своїй гонці, щоправда, як штурман свого дядька Баттісти. Того року Баттіста Пінінфаріна виграв гонку «Aosta-Gran San Bernardo», показавши на змаганні найкращий час для всіх категорій автомобілів. Цей рекорд тримався 11 років.
Перша самостійна гонка Еміліо Джузеппе Фаріни відбулася у 1925 році, коли йому було дев'ятнадцять. До фінішу він не доїхав, потрапивши в аварію. Та на любов Ніно до перегонів це ніяк не вплинуло.

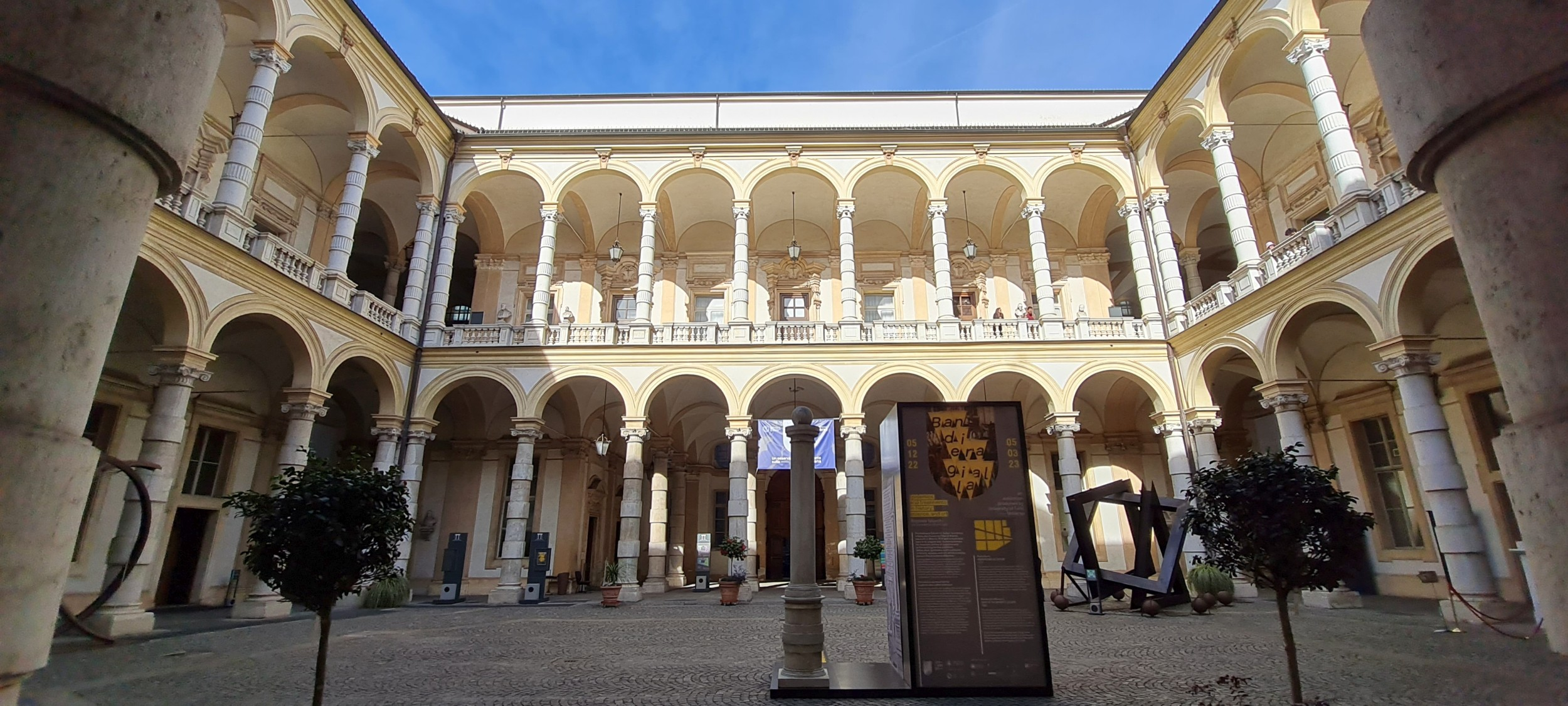
Холл ректорату університету Турина

На той час він вже був студентом Туринського університету. Навчання йому давалось легко. Джузеппе був як фізично, так і інтелектуально розвиненою молодою людиною. Він славився як добрий бігун, чудово грав у футбол, займався ходою на лижах. Університет він закінчив із ступенем доктора економіки і права і став називатися Дотторе Джузеппе Фаріна.
Службу в армії Фаріна почав офіцером кавалерійського полку. Робота з кіньми припала йому до душі, та закінчував службу він вже у танковому полку.
1930 року помер його батько. Йому наслідував дядько молодшого Фаріни, Баттіста Пінінфаріна. Він перетворив «Stabilimenti Farina» на «Carrozzeria Pinin Farina». Незабаром він почав поступово розширювати виробництво. В цьому йому допоміг Вінченцо Ланчія, позивши Пінінфаріні певну суму грошей і зберігаючи для нього свої найкращі замовлення. До початку 40-х років на підприємстві працювало вже 500 робітників, що будували близько 800 автівок на рік.

## Довоєнна гоночна кар'єра
Шлях Джузеппе Фаріни до великого автоспорту розпочався у 1932 в гірській гонці «Aosta-Gran San Bernardino» Міланського Автомобільного Клубу, що мала маршрут Аоста—Сен-Бернар.
Подібні аматорські змагання користувалися надзвичайною популярністю і проводились на теренах Європи усюди. Для участі в них, як правило, вимагалася лише наявність транспортного засобу. Для Ніно таким засобом стала стара Alfa Romeo. Першого разу Ніно розбив машину на середині дистанції, зламав передпліччя та порізав обличчя. В результаті, він опинився у шпиталі. Це не злякало Фаріну, і наступні два роки він брав участь у багатьох подібних змаганнях, виступаючи на Alfa-Romeo та Maserati та роблячи певні успіхи. Після того, як 30 вересня 1934 року Фаріна виграв в молодшому класі «вуатюрет» кільцеву гонку в чехословацькому Брно на Maserati 4CM, його запросив до своєї Скудерії Енцо Феррарі. За Ferrari, яка належала тоді Alfa Romeo, Ніно почав виступати 1936 року. Там він став напарником Летючого Мантуанця Таціо Нуволарі. Для Фаріни він був одночасно другом, вчителем і покровителем. 

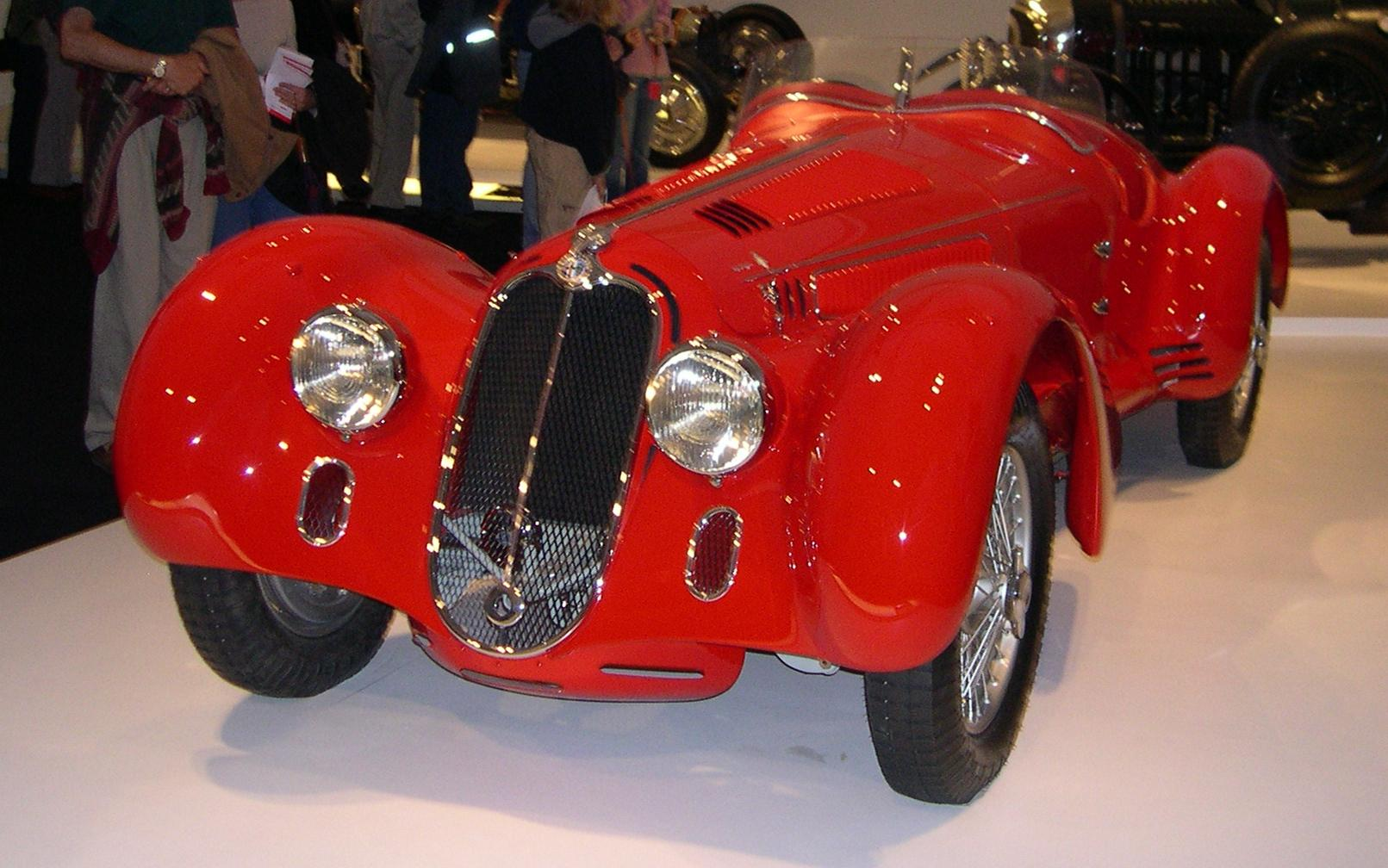
Alfa Romeo 8C 2900, що принесла другий результат Фаріні на Міллє-Мільї 1936

Гонка на витривалість Міллє-Мілья, що проходила 5—6 квітня 1936, принесла Ніно Фаріні безсонну ніч і друге місце. Зі своїм штурманом Стефано Меаццо на Alfa Romeo 8C 2900A, вони фінішували відразу після екіпажа Антоніо Брівіо—Карло Онгаро. Їхнє відставання становило 32 секунди.
28 червня 1936 Фаріна на «Alfa Romeo 12C-36» показав третій результат на кільцевій трасі в Мілані, діставшись фінішу після Нуволарі та Варці.
19 липня відбулося сумнозвісне Гран-прі Довіля. На 58-му колі Alfa Romeo Фаріни зіштовхнулася з ERA Марселя Леу. Болід останнього перевернувся, а згодом запалав. Леу загинув на місці. Після цього випадку Гран-Прі Довіля більше ніколи не проводилося.
1937 року на гонці в Триполі, що носила статус Гран-прі, Фаріна прийшов до фінішу дев'ятим, показавши найкращий результат для автомобілів Alfa Romeo. Із пілотів, що брали участь у цій гонці, у Формулі 1 відомими стали Луїджі Віллорезі та Луїджі Фаджіолі. Того ж року Ніно виграв Гран-прі Неаполя і став чемпіоном Італії з кільцевих гонок.
Протягом наступних двох років Фаріна залишався власником цього титулу, підтвердивши чемпіонство у 1938, а потім і в 1939 році.
11 вересня 1938 року в Монці на Гран-прі Італії Фаріна на Alfa Romeo Tipo 316 був другим, поступившись Нуволарі на Auto Union D, але випередивши Рудольфо Караччіолу на Mercedes-Benz W154.
1939 Фаріна виграв гонку Коппа Чіано в Ліворно, Гран-прі Швейцарії та Гран-прі Антверпену в кільцевих гонках. А також був третім в Коппа Ачербо, показавши найшвидше коло.
12 червня 1940 року Джузеппе, незважаючи на домінування Mersedes та Auto Union, виграв на Alfa-Romeo 158 останню передвоєнну гонку в Триполі.

## Війна та повоєнні роки
1939 року почалася Друга світова війна. 10 червня 1940 року Італія оголосила війну Великій Британії та Франції. Фаріна брав участь у військових діях, приєднавшися до полку, в якому проходив армійську службу.
Після закінчення війни, починаючи з 1946 року, італійський гонщик знову став брати участь в автоперегонах. Більшість автотрас були зруйновані під час бойових дій або були просто не в змозі приймати гонки. З цих причин перегони стали влаштовувати на тимчасових міських трасах. Перша повоєнна гонка відбулася в Буа-де Булоні у 1945 році. Швейцарія, яка під час війни залишалася нейтральною країною, мала більший ресурс для проведення подібних змагань. Тож у липні 1946 року в Женеві зібралися найвідоміші гонщики, щоб взяти участь в найпрестижнішій гонці сезону — Гран-прі Націй. Змагання проводилося для 1,5-літрових машин «вуатюрет». Команда Alfa Romeo представила на змагання свої розконсервовані після війни Альфетти 158. За їхнім кермом знаходилися Ніно Фаріна, Акілле Варці, Жан-П'єр Вімілль та граф Карло Феліче Троссі. Гонка складалася з двох 32-колових заїздів, за результатами яких 6 гонщиків з кожного потрапляли до фіналу, що складався з 44 кіл. Перший заїзд очолили Вімілль та Варці, другий — Фаріна та Троссі. Перевага Alfa Romeo виглядала безумовною. У фіналі, основна боротьба розгорнулася між Віміллем та Фаріною. Але все змінилося, коли вони опинилися позаду Нуволарі, що закінчував попереднє коло. Летючий Мантуанець, що виступав на Maserati і був третім у попередньому заїзді, не бажаючи пропускати Вімілля, виштовхнув його з траси. Це дало змогу Фаріні виграти гонку. Так він отримав свою першу повоєнну перемогу.
В кінці того року Alfa Romeo спланувала перемогу в останньому гран-прі для Троссі, який в Женеві фінішував другим. Фаріна після цього пішов з команди.
1947 року він одружився. А в 1948 повернувся в автоперегони власником приватної команди. Тоді ж на Maserati 4 CLT він виграв Гран-прі Монако, Женеви та Мар-дель-Плати в Аргентині. 1949-го Джузеппе тріумфував на Гран-прі Лозанни і Росаріо. Крім того, він став другим в International Trophy. Та, наприклад, у Монці він відмовився від переслідування суперників через те, що його Maserati не мала змоги за ними втриматися.

## Формула 1

### 1950
Рішення про проведення чемпіонатів світу з автоперегонів в класі Формула 1 (раніше Формула А) було прийнято FIA в 1949 році з ініціативи делегата від Італії Антоніо Брівіо Сфорца. До заліку першого чемпіонату світу увійшли сім этапів — шість європейських Гран-прі та 500-мильні змагання в Індіанаполісі.
Фаріну для участі в цьому чемпіонаті запросили головою команди Alfa Romeo, яка виставила на змагання три автівки. На початку року команда складалася з трьох легендарних «Ф»: Фаріни, Фанхіо, Фаджіолі. Перший етап чемпіонату, Гран-прі Великої Британії, проводився на трасі Сільверстоун, прокладеній по злітним смугам колишнього військового аеродрому. Він відбувся 13 травня 1950 року за присутності короля Великої Британії Георга VI та королева Єлизавети. Ніно Фаріна стартовав з поулу, поруч з ним розташувалися Фанхіо, Фаджіолі та британець Редж Парнелл. Основна боротьба розгорнулася між Фаріною та Фанхіо. До 15 кола вони кілька разів мінялися місцями, очолюючи гонку, але потім Фанхіо зійшов через проблеми з двигуном. Фаріна показав найкраще коло і єдиний раз у кар'єрі виграв перегони хет-триком. Другим до фінішу в Сільверстоуні прийшов Фаджіолі, третім — Парнелл.
Наступним заліковим Гран-прі був Монако. Поул виграв Фанхіо, Фаріна на старті був другим. Але на першому ж колі трапився масовий завал, через який Фаріна змушений був зійти з дистанції. Фанхіо того дня здобув свою першу перемогу у Формулі 1.
З шести європейських гонок дві залишалися за Фаріною і три за Фанхіо. Після Великої Британії італієць прийшов першим у Швейцарії. Аргентинець, крім Монако, у Бельгії та Франції. Перед останнім етапом чемпіонату в Італії лідирував Фанхіо — він мав 26 залікових балів проти 24 у Фаджіолі та 22 у Фаріни.

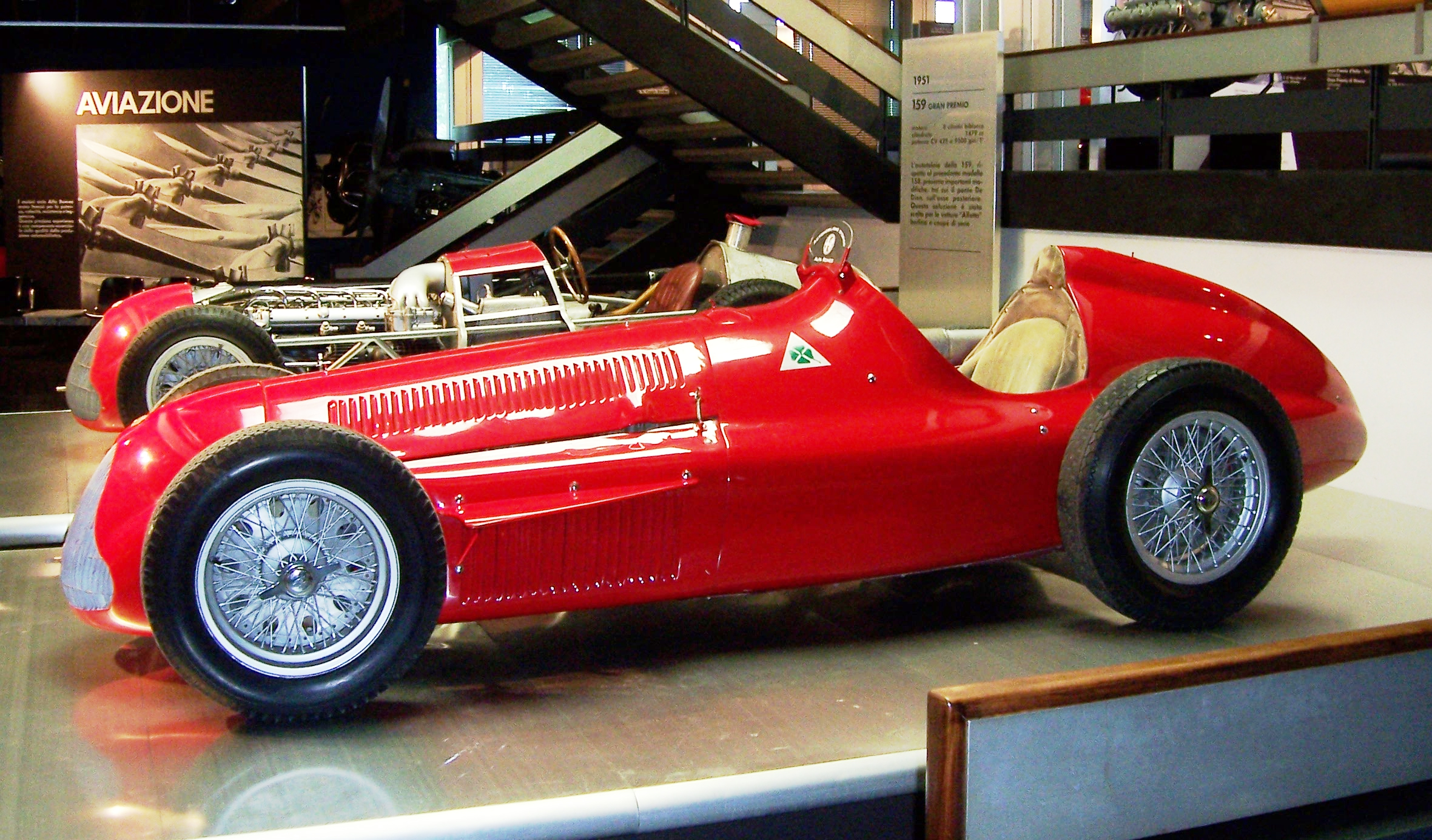
Модель Alfa Romeo 159, на якій Фаріна виграв Чемпіонат 1950

Кваліфікацію у Монці очолив Фанхіо, другим став італієць Альберто Аскарі на Ferrari, третім — Ніно Фаріна. Від початку першість захопив Фаріна, за яким наполегливо прямував Аскарі, на 14 колі він навіть випередив співвітчизника і певний час був лідером. Фанхіо, показавши найкращий час на колі, йшов третім. На 21 колі болід Аскарі зупинився, ще через три зламалася коробка передач у Фанхіо. Аскарі пересів на Ferrari свого товариша по команді Доріно Серафіні, Фанхіо — на Alfa Romeo П'єро Таруффі. Того разу Аскарі дістався фінішу другим, поділивши бали навпіл із Серафіні, Фанхіо, тиснучи на Фаріну, на 34-му колі спалив двигун і на другій Альфі. Тріумфатором Гран-прі Італії перед рідними трибунами став Ніно Фаріна, таким чином вигравши титул першого чемпіона Формули 1. Друге і третє місця в гонці також посіли італійці: Аскарі/Серафіні та Фаджіолі. Фанхіо став першим в історії Формули Один віце-чемпіоном.

### 1951
Наступного року Фаріні вдалося виграти Гран-прі Бельгії та фінішувати третім в Швейцарії, Італії та Іспанії. В Італії на п'ятому колі він пересів на болід Феличе Бонето, і отримав бронзу, програвши коло переможцю Альберто Аскарі на Ferrari. Очки між Фаріною та Бонето були поділені навпіл. Це була вже третя перемога Ferrari в сезоні. Першу здобув аргентинець Хосе-Фройлан Гонсалес на Гран-прі Великої Британії, другу — Аскарі на Гран-прі Німеччини. Світ побачив, що Скудерія може справити гідну конкуренцію беззаперечно пануючій до цього Alfa Romeo. Але титул все одно дістався Хуану-Мануелю Фанхіо. В Аргентині з цього приводу президент Перон навіть оголосив триденне свято. Фаріна став лише четвертим із 19-ма балами, пропустивши вперед ще одного аргентинця Хосе-Фройлана Гонсалеса та Альберто Аскарі.

### 1952
В 1952 Alfa Romeo залишила чемпіонат через фінансові труднощі. FIA через недостатню кількість конкурентоспроможних учасників вирішила змінила технічні вимоги до болідів Формули 1: тепер чемпіонат проходив на менших, легших та дешевших автомашинах Формули 2. Фаріна цього року перейшов до Ferrari. Там він став членом команди співвітчизників Альберто Аскарі, Луїджі Віллорезі, П'єро Таруффі та француза Андре Сімона. Хуан-Мануель Фанхіо та Хосе-Фройлан Гонсалес перейшли до Maserati.
В першій заліковій гонці, що проходила 18 травня в на трасі Бремгартен (Швейцарія) не брали участі Аскарі, через зобов'язання перед Ferrari виступити в американському Інді 500, та Фанхіо, який ще тестував новий Maserati A6GCM. Тож всі шанси на перемогу були у залишившихся представників команди з Маранелло. Але Фаріна, навіть розділивши болід з Сімоном, фінішу не дістався через проблеми з магнето. Гонку виграв П'єро Таруффі, другим став Руді Фішер.
8 червня, під час незалікового V Гран-прі Autodromo di Monza в Італії, болід Фанхіо занесло, і він потрапив у серйозну аварію. З численними травмами і зламаним шийним хребцем він був доправлений до шпиталю, життя йому врятували та весь сезон він пропустив, відновлюючи сили в рідній Аргентині. Перегони того разу виграв Ніно Фаріна.
Після сходу Маестро весь сезон на трасах не було рівних італійцю Аскарі. Він виграв шість з шести гонок чемпіонату. Фаріна чотири рази був четвертим. За підсумками, Аскарі отримав 36 залікових балів, Фаріна — 24, посівши друге місце в сезоні.

### 1953
1953 Джузеппе Фаріна виграв лише один Гран-прі. Це відбулося 2 серпня на Нюрбургринзі. Це стало його останньою перемогою у Формулі 1. В  Голландії, Швейцарії та Італії він був другим, третім — у Великої Британії. Провівши цей сезон непогано, він став третім в загальному заліку. Другий титул поспіль виграв Альберто Аскарі.

### 1954
Вигравши поул на Гран-прі Аргентини, на фініші Фаріна програв 1,19 секунди давньому супернику Фанхіо, який тепер виступав за Mersedes. На початку травня італієць, потрапивши у аварію, зламав руку у гонці Міллє-Мілья. На старт Гран-прі Бельгії, що проходив 20 червня, він вийшов із загіпсованою рукою, та, попри це, у кваліфікації став третім. А в гонці нав'язав несамовиту боротьбу аргентинцю Фанхіо, який стартував першим. На жаль, Фаріну підвела техніка, і на 14 колі він змушений був зійти. Незабаром у Монці, Ніно потрапив в аварію та отримав сильні опіки. Решту сезону йому довелося пропустити.

### 1955
1955 року на першій гонці в Аргентині 6 січня, Фаріна стартував п'ятим з другої лінії. Після п'ятдесяти кіл він віддав свій болід Ferrari 625 під номером 10 Умберто Мальолі, пересівши на болід Гонсалеса під номером 12. Мальолі в цей час, в свою чергу передав 10-й болід Морісу Трентіньяну, який незабаром знову повернув його Мальолі, що і закінчив на ньому гонку третім. В той час як, Трентіньян повернув болід Мальолі, він пересів на болід № 12, який Фаріна позичив у Гонсалеса. Після 70 кола Трентіньян повернув його Гонсалесу, який, в свою чергу, знову передав його Фаріні на 83-му колі, що і закінчив перегони другим.За друге місце Гонсалес, Фаріна і Трентіньян отримали по два бали. За третє місце Ніно Фаріна, Трентіньян та Мальолі отримали по 1,33 бали.
Наступним був Гран-прі Монако, що проводився на міській трасі Монте-Карло 22 травня. Хуан-Мануель Фанхіо на Mercedes виборов поул, другим на стартовій решітці став Аскарі, третім — британець Стірлінґ Мосс. Фаріна на Ferrari 625 був лише чотирнадцятим. Але в ході перегонів Джузеппе пощастило і він прийшов до фінішу четвертим, вигравши два залікові бали. Лавровий вінок переможця вперше в житті отримав Моріс Трентіньян.
На Гран-прі Бельгії єдиний поул у житті виграв Еудженіо Кастеллотті, що пілотував Lancia D50. Фаріна на старті був четвертим. Кастелотті не фінішував через коробку передач, що зламалася. Перші два місця посіли пілоти Mersedes — Фанхіо та Мосс. Фаріна з відставанням більше, ніж півтори хвилини прийшов до фінішу третім. Це була його остання проведена гонка у класі автоперегонів Формула 1. Він ще був кваліфікований п'ятим на Гран-прі Італії у Монці, але не стартував через проблеми з шинами. В кінці року Фаріна оголосив про те, що йде з автоперегонів.

### 1956
1956 він хотів узяти участь у заокеанській Інді 500, та на практиці в перегонах спортивних автомашин зламав ключицю і не зміг вийти на старт.

### 1957
У 1957 Фаріна знов подав заявку на участь в Інді 500. Але після того як на практиці, за два тижні до гонки, потрапив в аварію і невдовзі помер його товариш і партнер по команді Кейт Ендрюс, Ніно відмовився від участі в перегонах.

## Життя після перегонів
Залишивши гонки, Ніно Фаріна став успішним дилером, продаючи автомашини Alfa Romeo.

## Приватне життя
1947 року Джузеппе одружився Ельзою Гьяретто, стильною та елегантною жінкою, власницею ексклюзивного центра моди в Турині. Вона безуспішно намагалася переконати чоловіка, що перегони — надто небезпечний вид спорту і безглуздо ризикувати життям заради перемоги в гонці. На Фаріну ці доводи справляли невелике враження.
Його дядько, Баттіста Пінінфаріна, з яким у Фаріни завжди були добрі відносини, продовжував займатися автомобільним дизайном, його фірма Pininfarina стала всесвітньо відомою маркою. Він співпрацював з Ferrari, Lancia, Cadillac, Peugeot. Відійшовши від справ у 1961, Баттіста передав керування справою сину Серджіо, що приходився кузеном Ніно. Після цього він подорожував, знімав фільми, брав участь у благочинних заходах. Баттіста Пінінфаріна був нагороджений багатьма відзнаками разних країн. Він помер 3 квітня 1966 року у віці сімдесяти двох років.

## Стиль пілотування та особистість
Своє прізвисько Джентльмен із Турину Фаріна заробив як відклик на своє привілейоване походження та елегантний стиль пілотування болідів.
Фаріна вирізнявся на трасі незвичною для тих часів красивою посадкою в кокпіті гоночного боліда: він не чіплявся як інші за кермо, нахиляючись до нього всім тілом, а навпаки, спирався спиною на задню стінку кокпіту, сидячи прямо і тримаючи кермо майже на витягнутих руках. Він керував машиною спокійно, економив рухи та спритно маніпулював дросселем. Цей стиль так сподобався оточуючим, що навіть Хуан-Мануель Фанхіо та Стірлінг Мосс намагалися копіювати його.

Мосс так висловлювався про пілотування Фаріни: 
«На трасі він був справжнім мерзотником. Одному богу відомо, про що він думав за кермом, і якою б репутацією користувався б зараз, коли все стало настільки безпечно!»

Фанхіо про свого напарника згадував:
«За кермом він діяв як безумець. Зовсім скажений! До того ж не лише у перегонах, а й на звичайних дорогах. Я волів не сідати в авто, якщо керував ним Ніно.»

Енцо Феррарі порівнював його з чистокровним скакуном, що здатен на будь-які примхи під час перегонів. Про Джузеппе він сказав:
 «Він залізна людина, як всередині, так і зовні. Але я ніколи не міг дозволити собі хвилюватися про нього. Він був як безумець, здатен на найдивовижніші вчинки. Як правило, він регулярно опинявся на лікарняному ліжку.»
І це було чистою правдою, Ніно Фаріна так часто опинявся в шпиталях і отримав стільки травм на перегонах, що часто був змушений вживати морфій та інші знеболюючі препарати, щоб не відчувати болю.
Його безжалісні дії по відношенню до суперників на трасі були відомі всім ще з довоєнного часу. Фаріна часто створював аварійні ситуації. В одному з таких випадків загинув Марсель Леху в Довілі 1936. Інший інцидент трапився на Гран-прі Триполі 1938. В результаті контакту передніх коліс болідів угорського гонщика Ласло Гартмана і італійця Фаріни, обидві машини були зруйновані, а Гартманн загинув.
Жорсткий та рішучий гонщик, Фаріна покладався на сполучення глибокої віри в себе та сміливості, для того, щоб компенсувати перевагу в майстерності, якою володіли більш обдаровані суперники. Він керував автівкою трохи безтурботно, і деякі гонщики Формули 1 навіть конкурували з ним в такій зневазі до власної безпеки.
Поза гоночним треком, всі оточуючі звертали увагу на добрі манери Фаріни, його почуття власної гідності, чарівність та ввічливість. Інші робили акцент на його снобізмі та зверхньому ставленні до тих гонщиків, що походили з нижчих прошарків суспільства. На це можна зауважити, що після жахливої аварії у Монці 1952, першим хто відвідав травмованого Фанхіо, який якраз вийшов з незаможної аргентинської родини, був саме Фаріна. Тоді він приніс товаришу лавровий вінок переможця, який здобув у гонці. Як згадував потім сам Фанхіо, цей вінок став першим, що він побачив, коли прийшов до тями.
Його стиль пілотування ніяк не в'язався із тенденцією трощити боліди. Можливо, справа була в нестачі розуміння можливостей автівки, та Фаріна звинувачував в цьому не себе, а невезіння чи кріхкість конструкцій. Як він вважав, тим, що вижив, він зобов'язаний глибокій вірі в бога, а після кожної аварії дякував Діві Марії за те, що залишився живий.

## Загибель
30 червня 1966 року Джузеппе Фаріна виїхав з Турина, прямуючи на Гран-прі Франції, що мав відбутися в Реймсі 3 липня. Перетинаючи Альпи на своєму Lotus Cortina, він потрапив на ділянку з ожеледицею і врізався в телеграфний стовп.
Похований на Монументальному цвинтарі Турина, ділянка C12.